# Sportfreunde Johannisthal
Die SG Sportfreunde Johannisthal 1930 e. V. ist ein Fußballverein mit 500 Mitgliedern im Berliner Bezirk Treptow-Köpenick, Ortsteil Johannisthal. Neben Fußball wird im Verein noch Gymnastik angeboten. In der Geschichte des Vereins finden sich auch Feldhandball, Billard und Kegeln.

## Geschichte
Der Verein wurde 1930 als Sportfreunde Schöneweide-Johannisthal durch die Herren O. Sabo, Franz Tolinski, Paul Kohl, A. Schmidt und Gustav Pirsich in der Gaststätte Fliegerheim gegründet. Die Vereinsfarben waren zunächst Grün-Weiß.
Im gleichen Jahr wurde man in den Verband Berliner Ballspielvereine (VBB) aufgenommen. Gespielt wurde ab der Saison 1930/31 zunächst im Ostkreis Gauklasse B.
Über die folgenden Jahre stießen viele der Fußballer des ASV „Fichte“ Johannisthal zum Verein, da dieser aufgrund guter Kontakte zur ortsansässigen Industrie in der Nähe des Flugplatzes Johannisthal seinen Sportlern auch berufliche Möglichkeiten bot. Hinzu kam, dass nach der Machtergreifung der Nationalsozialisten 1933 der ASV „Fichte“ als Arbeitersportverein verboten wurde. Darüber hinaus erfolgte 1933 unter politischem Zwang auch die Fusion mit dem älteren Johannisthaler Ballspiel-Club 08. Der gemeinsame Verein formierte sich zunächst unter dem Namen Spielvereinigung Johannisthal. Die Vereinsfarben wurden in Grün-Schwarz geändert. Im Jahr 1934 erfolgte die Umbenennung in SG Sportfreunde Johannisthal.

### 1945–1990
| Saison  | Liga                      | Platz (von) |
| ------- | ------------------------- | ----------- |
| 1945/46 | Stadtklasse Gruppe D      | 07 (9)      |
| 1946/47 | 1. Klasse Staffel A       | 11 (11)     |
| 1947/48 | 2. Klasse Nordostkreis    | 05 (9)      |
| 1948/49 | 2. Klasse Nordostkreis    | 01 (12)     |
| 1949/50 | 1. Klasse Südwestkreis    | 02 (10)     |
| 1950/51 | Landesklasse Berlin       | 09 (14)     |
| 1951/52 | Landesklasse Berlin       | 09 (15)     |
| 1952/53 | Bezirksliga               | 12 (12)     |
| 1953/54 | Bezirksklasse Abteilung B | 01 (13)     |
| 1954/55 | Bezirksliga               | 12 (12)     |
| 1955    | Bezirksliga Abteilung B   | 07 (13)     |
| 1956    | Bezirksliga Abteilung A   | 07 (12)     |
| 1957    | Stadtliga                 | 12 (14)     |
| 1958    | Stadtliga                 | 08 (12)     |
| 1959    | Stadtliga                 | 11 (11)     |
| (…)     | (…)                       | (…)         |
| 1961/62 | Bezirksklasse Staffel B   | 11 (14)     |
| 1962/63 | Bezirksklasse Staffel B   | 13 (14)     |
| (…)     | (…)                       | (…)         |
| 1964/65 | Bezirksklasse Staffel C   | 05          |
| 1965/66 | Bezirksklasse Staffel B   | 04 (15)     |
| 1966/67 | Bezirksklasse Staffel C   | 08 (14)     |
| 1967/68 | Bezirksklasse Staffel A   | 07 (14)     |
| 1968/69 | Bezirksklasse Staffel A   | 07 (13)     |
| 1969/70 | Bezirksklasse Staffel B   | 13 (18)     |
| 1970/71 | Bezirksklasse Staffel B   | 13 (17)     |
| 1971/72 | Bezirksklasse Staffel B   | 15 (16)     |
| 1972/73 | Kreisliga                 |             |
| 1973/74 | Bezirksklasse Staffel B   | 07 (16)     |
| 1974/75 | Bezirksklasse Staffel B   | 07 (17)     |
| 1975/76 | Bezirksklasse Staffel A   | 01 (17)     |
| 1976/77 | Bezirksliga               | 15 (15)     |
| 1977/78 | Bezirksklasse Staffel B   | 11 (16)     |
| 1978/79 | Bezirksklasse Staffel A   | 14 (16)     |
| 1979/80 | Bezirksklasse Staffel B   | 02 (15)     |
| 1980/81 | Bezirksklasse Staffel A   | 01 (15)     |
| 1981/82 | Bezirksliga               | 12 (16)     |
| 1982/83 | Bezirksliga               | 06 (15)     |
| 1983/84 | Bezirksliga               | 12 (18)     |
| 1984/85 | Bezirksliga               | 17 (17)     |
| 1985/86 | Bezirksklasse Staffel B   | 05          |
| 1986/87 | Bezirksklasse Staffel B   | 08          |
| 1987/88 | Bezirksklasse Staffel B   | 09          |
| 1988/89 | Bezirksklasse Staffel B   | 07          |
| 1989/90 | Bezirksklasse Staffel B   | 08          |

1945 musste man nach dem Zweiten Weltkrieg aufgrund der Neuorganisation des Sports auf rein kommunaler Grundlage durch den alliierten Kontrollrat unter dem Namen Sportgruppe Johannisthal antreten, da „bürgerliche“ Vereinsnamen verboten waren. Die aktiven Fußballspieler mussten dabei für die Sportgruppe antreten, in deren Einzugsbereich sie wohnten. Sämtliches Vereinsvermögen wurde beschlagnahmt. Die SG Johannisthal wurde für die Saison 1945/46 in die höchste damals mögliche Berliner Spielklasse, die Ligaklasse, eingestuft. Der Erfolg war als Tabellensiebter der Staffel D eher mäßig, die Qualifikation für die eingleisige Berliner Stadtliga, die ab der Saison 1946/47 die höchste Berliner Liga bildete, wurde deutlich verfehlt. In der Saison 1946/47 wurde SG Johannisthal Tabellenletzter der 1. Klasse und stieg in die 2. Klasse ab.
Das Vereinsverbot wurde 1948 aufgehoben, nach der Teilung Berlins entstanden im Ostteil der Stadt stattdessen Sportgemeinschaften (SG) und Betriebssportgemeinschaften (BSG). Daher nahm der Verein 1948 den früheren Namen Sportfreunde Johannisthal wieder an. Die Jahreszahl der Vereinsgründung durfte dabei, anders als in den Berliner Westbezirken, nicht Teil des Vereinsnamens werden, da eine Traditionsführung vor 1945 der sowjetischen Besatzungsmacht missfiel. Nach der Saison 1948/49 stieg der Verein als Meister der 2. Klasse wieder in die 1. Klasse auf. In der Saison 1949/50 wurde ein zweiter Platz errungen. Die Spielzeit endete mit der sportlichen Teilung Berlins.
In der Saison 1950/51 trat Johannisthal in der neugebildeten Landesklasse Berlin als Betriebssportgemeinschaft BHW Johannisthal an und erreichte den 9. Platz. Trägerbetrieb war der VEB Berliner Halbzeugwerk (BHW) (ehemals Deutsche Messingwerke Carl Eveking AG), der 1951 im VEB Berliner Metallhütten und Halbzeugwerke aufging. Die Mannschaft erreichte 1950 außerdem die 1. Hauptrunde des FDGB-Pokals, in der sie gegen die BSG Lokomotive Cottbus mit 3:4 unterlag. In der Saison 1951/52 trat der Verein wieder als Sportfreunde Johannisthal an und erreichte erneut den 9. Platz in der Landesklasse. Die Betriebssportgemeinschaft der Berliner Metallhütten und Halbzeugwerke bestand unter dem Namen BSG Stahl Schöneweide fort und profilierte sich Jahrzehnte später im Boxbereich bis hin zu zahlreichen, auch aktuellen deutschen und internationalen Meisterschaften.
Im Jahr 1952 wurden im DDR-Fußball die fünf Landesligen abgeschafft und durch 15 Bezirksligen ersetzt. Dadurch gelangten die Sportfreunde Johannisthal von der Berliner Landesklasse in die neue drittklassige Bezirksliga Berlin, aus der sie nach der Spielzeit 1952/53 als Tabellenletzter abstiegen. Ein Jahr darauf gelang als Tabellenführer der Wiederaufstieg, 1959 ging es jedoch erneut eine Klasse tiefer in die Bezirksklasse hinunter.
Die Sportfreunde Johannisthal stiegen 1976 zum wiederholten Male in die Bezirksliga auf, stiegen jedoch ein Jahr später wieder ab. Mit dem Aufstieg 1981 konnte die letztmalige Rückkehr in die DDR-Bezirksliga Berlin geschafft werden; 1985 musste der Verein abermals den Abstieg in die Bezirksklasse hinnehmen.

### Ab 1990
| Saison  | Liga                   | Platz (von) |
| ------- | ---------------------- | ----------- |
| 1990/91 | Landesklasse Staffel B | 09          |
| 1991/92 | Kreisliga A            | 08 (16)     |
| 1992/93 | Kreisliga A            | 09 (16)     |
| 1993/94 | Kreisliga A            | 13 (15)     |
| 1994/95 | Kreisliga A            | 09 (16)     |
| 1995/96 | Kreisliga A            | 16 (16)     |
| 1996/97 | Kreisliga B            | 02 (16)     |
| 1997/98 | Kreisliga A            | 13 (16)     |
| 1998/99 | Kreisliga A            | 05 (16)     |
| 1999/00 | Kreisliga A            | 07 (16)     |
| 2000/01 | Bezirksliga            | 16 (16)     |
| 2001/02 | Kreisliga A            | 07 (16)     |
| 2002/03 | Kreisliga A            | 02 (16)     |
| 2003/04 | Bezirksliga            | 10 (16)     |
| 2004/05 | Bezirksliga            | 09 (16)     |
| 2005/06 | Bezirksliga            | 03 (16)     |
| 2006/07 | Bezirksliga            | 02 (16)     |
| 2007/08 | Landesliga             | 12 (16)     |
| 2008/09 | Landesliga             | 12 (16)     |
| 2009/10 | Landesliga             | 04 (16)     |
| 2010/11 | Landesliga             | 05 (16)     |
| 2011/12 | Landesliga             | 07 (16)     |
| 2012/13 | Landesliga             | 02 (16)     |
| 2013/14 | Berlin-Liga            | 17 (18)     |
| 2014/15 | Landesliga             | 05 (16)     |
| 2015/16 | Landesliga             | 05 (16)     |
| 2016/17 | Landesliga             | 09 (16)     |
| 2017/18 | Landesliga             | 12 (16)     |
| 2018/19 | Landesliga             | 07 (16)     |
| 2019/20 | Landesliga             | 04 (16)     |
| 2020/21 | Landesliga             | 14 (18)     |
| 2021/22 | Landesliga             | 06 (18)     |
| 2022/23 | Landesliga             | 05 (16)     |
| 2023/24 | Landesliga             | 01 (16)     |

Nach der fußballerischen Wiedervereinigung Berlins ging es für die Sportfreunde Johannisthal durch mehrere Abstiege bis zum Tiefpunkt 1996/97 in die Kreisliga B (9. Liga) hinab, sie konnten aber eine Saison später in die Kreisliga A zurückkehren. Durch eine Neustrukturierung des Berliner Ligensystems gelangten die Sportfreunde 2000 in die Bezirksliga, stiegen aber ein Jahr darauf wieder in die Kreisliga A ab. Im Jahr 2003 schaffte der Verein den Wiederaufstieg in die Bezirksliga, wo er sich fortan etablieren konnte. In der Saison 2006/07 gelang der Aufstieg in die Landesliga.
Am 20. April 2007 wurde der Verein durch den Deutschen Fußball-Bund mit dem Sepp-Herberger-Preis für besondere Verdienste in der Jugendarbeit ausgezeichnet.
Für die Saison 2008/09 wurde mit Michael Koch ein Trainer verpflichtet, der zuvor die Frauen-Bundesliga-Mannschaft von Tennis Borussia Berlin betreut hatte und auch schon in der ersten chinesischen Liga tätig war. In den nachfolgenden Spielzeiten schlossen die Sportfreunde stets im oberen Tabellendrittel ab und 2013 gelang erstmals der Aufstieg in die Berlin-Liga, aus der die Johannisthaler jedoch direkt wieder abstiegen.

## Erfolge
- Berliner Meister (A-Junioren) 1952, DDR-Meisterschaft der A-Junioren 3. Platz (Bronze) 1953
- Berliner Meister (7er Altliga AK 40) 1999, 2000, 2001, 2002, 2005
- Aufstieg der 1. Herren in die Berlin-Liga: 2013, 2024
- Ewige Tabelle der Berlin-Liga: 74. Platz

## Personen
- Werner Schwachulla (1912 – 15. Januar 1969) kam Anfang der 1930er Jahre von Union Oberschöneweide zu den Johannisthalern und kam hier bis zum Zweiten Weltkrieg als Spieler der ersten und zweiten Männermannschaft zum Einsatz, er war nach dem Krieg 1. Vorsitzender des Vereins und nach 1950 zunächst als stellvertretender Vorsitzender und ab März 1968 Vorsitzender des Bezirksfachausschuss Fußball Berlin (Ost). Am 7. Oktober 1964 erhielt er die Goldene Ehrennadel des Deutschen Fußball Verbandes.
- André Sirocks: Der langjährige DDR-Oberligaspieler (für 1. FC Union Berlin) und DFB-Pokalsieger von 1992 (für Hannover 96)  begann in den 1970er Jahren seine fußballerische Laufbahn in den Schülermannschaften der Sportfreunde Johannisthal.
- Olaf Seier: DDR-Juniorennationalspieler, DDR-Oberliga mit BFC Dynamo und 1. FC Union Berlin, 2000/01 Trainer der SFJ
- Dirk Koenen: 2003/04 Trainer der SFJ[3]
- Lutz Hendel: DDR-Oberliga mit 1. FC Union, zeitweise Spieler der SFJ